# 鄉司裕
鄉司裕（Gohshi Hiroshi，1932年1月19日—2006年12月12日）是一名出身於日本北海道的棒球裁判，曾擔任日本學生棒球協會常任理事。2017年，入選日本野球殿堂。